# Kopervik
Kopervik er en by i Rogaland fylke i Norge, og administrationscentrum samt størsta by i Karmøy. Byen Kopervik har 6.958 indbyggere i 2012, mens der i hele Karmøy kommune bor godt 41.000 mennesker.

## Historie
I middelalderen var Kopervik en relativt lille by, men med en god havn. Her fandtes også en borg bygget af træ, tørv og sten, bygget på ordre af kong Sverre. På grund av dette heder Koperviks ældste bydel i dag "Treborg" (tre = norsk for træ). I 1500- och 1600-tallet voksede byen i takt med at der blev startet flere gæstgiverier og værtshus. Snart stod også byens første kirke færdig. Først (1837 var Kopervik en del af Avaldsnes formandskabsdistrikt, men den 16 august 1866 blev Kopervik med sine 737 indbyggere en selvstændig kommune. Den 1. januar 1965 blev Kopervik kommune slået sammen med Avaldsnes, Skudenes, Skudeneshavn, Stangaland, Torvastad og Åkra og blev så Karmøy kommune. Ved sammenlægningen havde Kopervik 1.737 indbyggere.
Kopervik havde Karmøys lodsstation, en af Norges største. Her kunne skibene lodses ind til en tryg og god havn, eller videre langs skærgårdsøerne på Vestlandskysten.

## Dagens Kopervik
I dag er Kopervik en småby, præget af det hårde kystvejr og typisk nordisk småbyudseende, med bypark og gågade. Centrum, som lå i den gamle bydel Treborg, er i dag flyttet mere mod sydvest.

## Økonomi og næringsliv
Kopervik har et stort udvalg af butikker, både i centrum, og i større og mindre indkøbscentre udenfor selve byen. Udenfor centrum ligger Bygnes industriområde. Cirka 5 minutters kørsel fra Kopervik centrum ligger Hydro Aluminium Karmøy, som er en af de største arbejdsgivere i området.